# Wilhelm von Boeckmann
Wilhelm von Boeckmann (německy Wilhelm Ritter von Boeckman, uváděn též jako Böckmann) (1. ledna 1852 Terst – 1. dubna 1909 Vídeň) byl rakousko-uherský admirál. U c. k. námořnictva sloužil od roku 1871, absolvoval několik zaoceánských cest a působil mimo jiné v námořní administraci na ministerstvu války. Nakonec byl velitelem několika bitevních lodí a v roce 1907 byl penzionován v hodnosti kontradmirála.

## Biografie

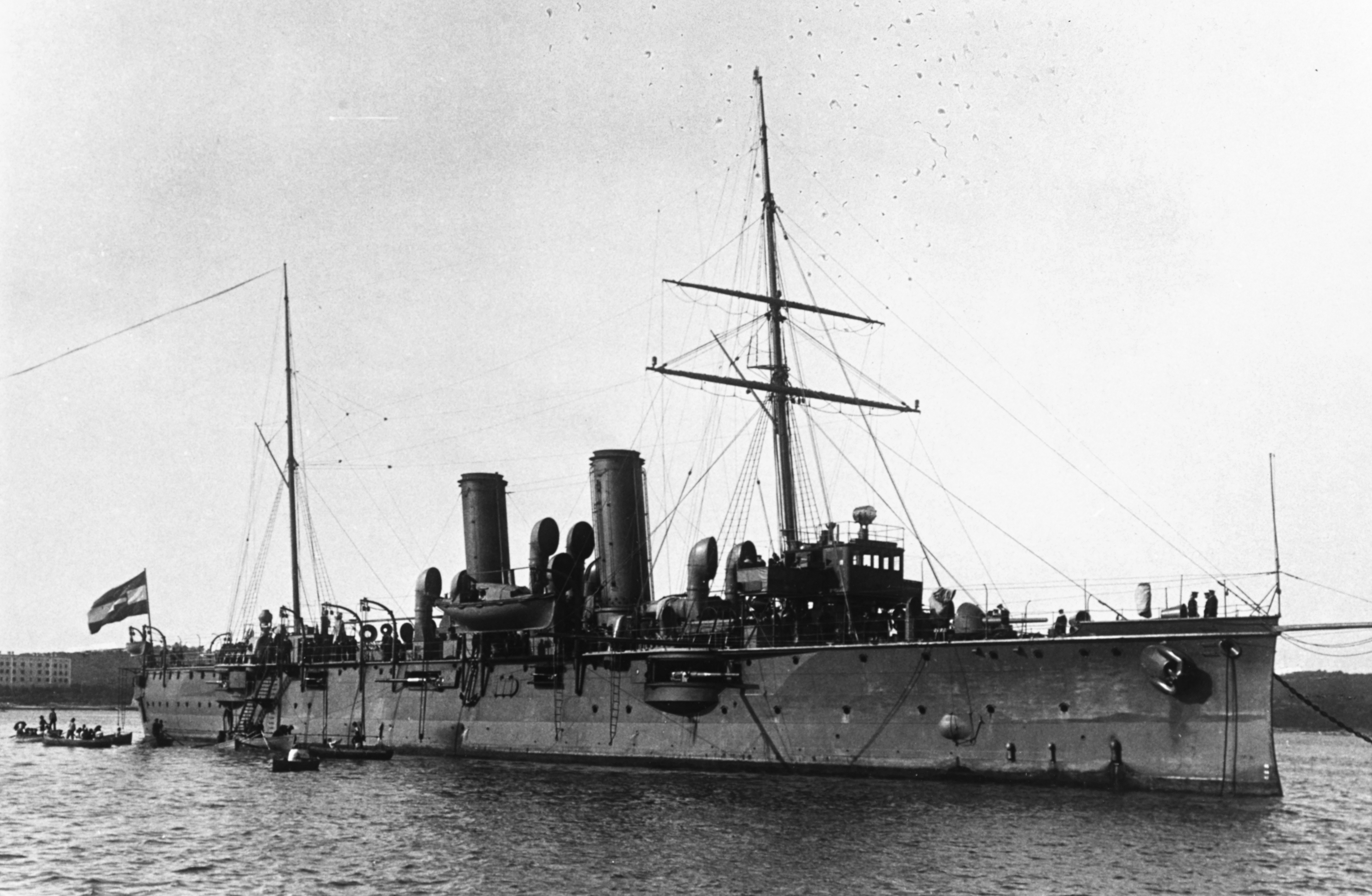
Křižník SMS Zenta, vlajková loď Wilhelma Boeckmanna při cestě na Dálný východ (1902–1903)

Byl synem bankéře Adolfa Boeckmanna povýšeného v roce 1867 do šlechtického stavu. Původně se připravoval na vojenskou dráhu, studoval na kadetním institutu v Sankt Pölten a v roce 1867 krátce na Tereziánské vojenské akademii ve Vídeňském Novém Městě. Vojenské vzdělání nedokončil a v letech 1868–1871 jako dobrovolník sloužil u obchodního loďstva rejdařských společností z Hamburku a Londýna. K c. k. námořnictvu vstoupil jako kadet v roce 1871. Vystřídal službu na různých lodích a plavil se po Středomoří, v roce 1877 získal hodnost praporčíka. Následující dva roky sloužil u jednotek námořní pěchoty v Pule (1877–1879), poté se vrátil na moře jako důstojník na výcvikových lodích a působil také u námořního arzenálu v Pule (1879–1884). 
V roce 1884 byl povýšen na poručíka II. třídy s přidělením k velení námořní základny v Pule, v letech 1885–1888 působil u prezidiální a operační kanceláře námořní sekce na ministerstvu války ve Vídni. Mezitím obdržel hodnost poručíka I. třídy (1887) a kromě velení menších plavidel působil u námořní základny v Terstu. Jako navigační důstojník na korvetě SMS Saida absolvoval v letech 1889–1890 do Karibiku a USA. Později byl prvním důstojníkem na obrněné lodi SMS Prinz Eugen a v roce 1896 byl přeložen k technickému oddělení námořní základny v Terstu.

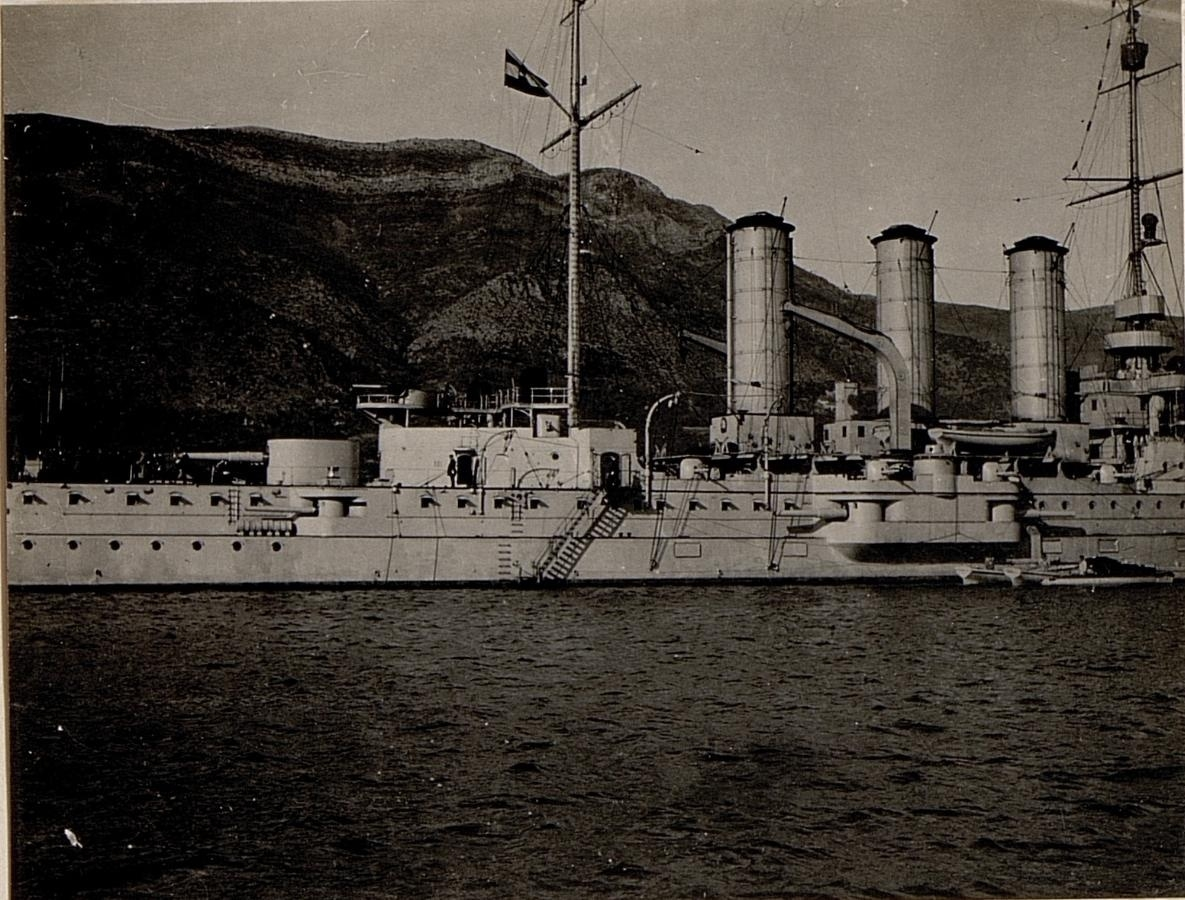
SMS Sankt Georg, vlajková loď Wilhelma Boeckmanna 1905–1906

K datu 1. listopadu 1897 byl povýšen na korvetního kapitána a do září 1898 byl prvním důstojníkem na bitevní lodi SMS Budapest. V letech 1899–1902 působil v operační kanceláři námořní sekce na ministerstvu války ve Vídni a mezitím získal hodnost fregatního kapitána (1. května 1900). V letech 1902–1903 byl velitelem křižníku SMS Zenta, s nímž absolvoval obchodně-diplomatickou misi kolem břehů Afriky a do jižní Ameriky. V letech 1903–1905 byl přidělen k námořnímu sborovému velitelství v Pule a znovu k námořní základně v Terstu, ke dni 1. listopadu 1904 obdržel hodnost kapitána řadové lodi. Nakonec byl v letech 1905–1906 velitelem křižníku SMS Sankt Georg jako vlajkové lodi eskadry admirála Rippera. V září 1906 byl bez bližšího zařazení znovu přeložen k námořnímu sborovému velitelství v Pule a o rok později ze zdravotních důvodů penzionován. Mimo aktivní službu při té příležitosti získal hodnost kontradmirála (1. října 1907).
Zemřel ve Vídni 1. dubna 1909 ve věku 57 let ve Vídni, pohřben byl na evangelickém hřbitově ve vídeňské čtvrti Matzleinsdorf. 
V roce 1882 se v Praze oženil s Marií Hoffmannovou (1860–1933). 

## Tituly a ocenění
Od nobilitace svého otce v roce 1867 užíval šlechtický titul rytíře (Ritter von Boeckmann). Během služby u námořnictva získal několik vyznamenání v Rakousku-Uhersku i v zahraničí.

### Rakousko-Uhersko
- Vojenský záslužný kříž (1888)
- Služební odznak pro důstojníky III. třídy (1896)
- Jubilejní pamětní medaile (1898)
- rytířský kříž Řádu Františka Josefa (1902)
- Řád železné koruny III. třídy (1907)

### Zahraničí
- Řád zářící hvězdy II. třídy (1903, Zanzibar)
- komandér Řádu slávy (1904, Tunisko)
- Řád Medžidie II. třídy (1906, Osmanská říše)